# Microsoft Office Mobile
Microsoft Office Mobile ist das Office-Paket des US-amerikanischen Softwareherstellers Microsoft für das Betriebssystem Windows Mobile, Windows Phone und Nokia Belle. Zum Standardumfang gehören die drei Komponenten Word Mobile, Excel Mobile und PowerPoint Mobile. Die Komponente OneNote Mobile kann von Besitzern der Software Microsoft OneNote nachträglich auf dem Mobilgerät hinzugefügt werden. Bei Windows Phone 7 und bei Microsoft Office Mobile für Nokia Belle ist OneNote Mobile bereits Bestandteil des Standardumfangs.

## Allgemeines
Microsoft Office Mobile wurde im April 2000 unter der Bezeichnung Pocket Office für das Betriebssystem Pocket PC 2000 eingeführt. Nach der Veröffentlichung von Windows Mobile 5.0 erfolgte die Umbenennung in Microsoft Office Mobile. Die mobile Variante der Microsoft-Software Outlook wird nicht als Bestandteil von Microsoft Office Mobile vermarktet, sondern als eigenständige Software Microsoft Office Outlook Mobile. Das mobile Outlook besteht aus Einzelapplikationen für E-Mail, Kalender und Kontakte.

## Office Mobile für Windows Mobile

### Word Mobile
Word Mobile, das mobile Pendant des Textverarbeitungsprogramms Microsoft Word, kann zum Betrachten und Bearbeiten bestehender Dokumente verwendet werden. Bei Verwendung eines mobilen Gerätes mit Touchscreen stehen in Word Mobile zusätzliche Features zur Verfügung, wie die Rechtschreibprüfung, das Ausschneiden und Einfügen von Teilen des Dokumentes, das Zählen der geschriebenen Wörter sowie das Suchen und Ersetzen von Textbestandteilen. Nicht alle Formatierungen der auf dem PC erstellten Word-Dokumente sind darstellbar. Jedoch bleiben umgekehrt die mit Word Mobile erstellten Formatierungen beim Betrachten mit Word auf dem PC sichtbar.

### Excel Mobile
Die mobile Version des Tabellenkalkulationsprogramms Microsoft Excel kann für die Bearbeitung von Kalkulationstabellen verwendet werden. Fehlende Verarbeitungsfunktionen von Excel Mobile gegenüber Excel und die kleinen Displaygrößen mobiler Geräte erschweren die Verarbeitung komplexer Tabellen. Bei Verwendung eines mobilen Gerätes mit Touchscreen stehen in Excel Mobile zusätzliche Features zur Verfügung, wie die Erstellung neuer Tabellen und Diagramme sowie das Kopieren und Einfügen von Formeln.

### PowerPoint Mobile
PowerPoint Mobile erlaubt das Betrachten bereits bestehender PowerPoint-Präsentationen. Das Erstellen oder Bearbeiten von PowerPoint-Präsentationen ist damit nicht möglich.

### OneNote Mobile
OneNote Mobile erlaubt das Erstellen und Betrachten von Notizen. Zusätzlich ist eine Synchronisation mit der PC-Version von OneNote möglich.

## Office Mobile für Windows Phone
Im Oktober 2010 wurde Windows Phone 7, der Nachfolger von Windows Mobile 6.5, vorgestellt. Windows Phone 7 beinhaltet Office in der Version 2010 und braucht daher nicht separat installiert zu werden. Office Mobile 2010 für Windows Phone 7 ermöglicht die Erstellung, Bearbeitung und Betrachtung von Dokumenten für Word, Excel, OneNote und PowerPoint. Mit Hilfe von Microsoft SharePoint Workspace Mobile lassen sich diese Dokumente mit einer SharePoint 2010-Website synchronisieren, wodurch eine gemeinsame Bearbeitung und zentrale Ablage ermöglicht wird. Mit Windows Phone 8 wurde auch das Office-Paket aktualisiert.

## Office Mobile für Nokia Belle
Im September 2011 wurde Office Mobile für Nokia Belle (vormals Symbian Belle) angekündigt. Dieses beinhaltet mobile Versionen von Word, Excel und PowerPoint. Office Mobile für Nokia Belle ermöglicht die Erstellung, Bearbeitung und Betrachtung von Word- und Excel-Dokumenten; PowerPoint-Dokumente lassen sich bearbeiten und betrachten, aber nicht neu erstellen. Office Mobile für Nokia Belle wurde im April 2012 veröffentlicht und ist kostenlos erhältlich. Weitere Office Mobile Apps von Microsoft für Nokia Belle sind OneNote mobile, Document Connection, Lync 2010 mobile und PowerPoint Broadcast.